# Кадусийская кампания Артаксеркса II
Кадусийская кампания была военной кампанией персидского царя Артаксеркса II в 385 г. до н. э. против кадусиев. Истоки кампании не засвидетельствованы в исторических источниках, но, вероятно, она была ответом на восстание кадусиев за отказ платить дань. Кадусии (гелы) жили в горном районе мидийской Атропатены на юго-западном берегу Каспийского моря, между параллелями 39° и 37° северной широты, который назывался Кадусией или Кадузией (Иранская провинция Гилян). Этот район, вероятно, граничил на севере рекой Кир или Куруш (сегодня река Кура в Азербайджане, исторически известная как Арран или Кавказская Албания), а на юге — рекой Амардус (сегодня река Сефидруд), и соответствует современным иранским провинциям Гилян и Ардебиль. Страбон описывает кадусиев как воинственное горное скифское племя, сражающихся в основном пешим путем и хорошо владеющих коротким копьем или дротиком. Артаксеркс организовал военную экспедицию, которая, по словам Плутарха, состояла из 300 000 солдат пехоты и 10 000 солдат конницы. Он лично командовал экспедицией, и среди сопровождавших его офицеров были Тирибаз и Датам. Продвигаясь на вражескую территорию, армия вскоре начала страдать от голода. В горной местности было мало еды и даже некоторых груш, яблок и других плодов деревьев было недостаточно, чтобы прокормить такое множество воинов. Армия была вынуждена поедать сначала своих собственных вьючных животных, а затем своих собственных коней. Тирибаз нашёл решение разрешить кампанию и спасти армию. Он знал, что кадусии были разделены между двумя соперничающими вождями, поэтому он послал своего сына вести переговоры с одним, а сам вел переговоры с другим. Таким образом, Тирибаз и его сын убедили вождей кадусиев, что тот послал послов к персидскому царю и искал выгодного мира. Ни один из двух вождей, не желающих, чтобы их соперник перехитрил, подчинился Артаксерксу. После успешного завершения переговоров армия отступила, закончив кампанию.

## Сравнения походов Дария I на скифов и Артаксеркса II на кадусиев
Касаясь военной кампании Артаксеркса против северного племени кадусиев и её последствий. А  ход кампании и состоит из трех частей. В первой части царская армия страдает от голода и лишений, которые заставляют воинов потреблять вьючных животных. Эта картина напоминает о невзгодах Дария у скифов, страданиях Камбиза в пустыне по дороге в Эфиопию и испытаниях Ксеркса на обратном пути в Азию. В версии скифского похода Страбона Дарий и его воины почти умирают от жажды.
В этой великой беде вмешивается Тирибаз и спасает положение. Тирибаз был известен своими ораторскими и дипломатическими способностями . Здесь он придумал хитрость, чтобы положить конец войне. Это простая уловка, с помощью которой он и его сын по отдельности обратятся к двум кадусийским царям, предложат обоим мирный договор и заставят каждого покончить с враждой и прийти к царю первым для заключения договора. Действительно, оба царя прибывают в одно и то же время, чтобы подписать соглашение:
Так как у кадусиев было два царя и каждый из них стоял лагерем отдельно, он [Тирибаз] встретился с Артаксерксом, сообщил ему о своем плане, а сам отправился к одному из кадусийских [вождей], тайно послав своего сына к другому. Каждый из них ввел в заблуждение одного [из двух царей], сказав, что другой [царь] посылает посольство к Артаксерксу, чтобы заключает дружбу и союз только для себя, и что если он благоразумен, то должен сначала встретиться с ним [Артаксерксом]; [каждый из них] сказал, что будет помогать ему во всем, в чем сможет. Оба [царя] были убеждены этими словами и думали, что они должны опередить друг друга; один послал делегатов с Тирибазом, другой с сыном Тирибаза.
Это изображение может напоминать картину Геродота о том, что у скифов были цари (τοὺς βασιλέας, во множественном числе); однако в последнем случае разделение на два лагеря имеет для скифов в их борьбе против персов большое преимущество, в то время как в изображении Плутарха персы заставляют кадусийских царей уступить, воспользовавшись их разъединением. Хитрость, которую применяет Тирибаз, хорошо известна: она принуждает людей действовать определённым образом из взаимного подозрения. В результате соглашения между царем и кадусиями персы смогли сохранить господство. Часть соглашения, возможно, состояла в том, что впредь кадусийские войска будут служить в армии Артаксеркса; действительно, экспедиция могла быть направлена для насаждения рекрутинга.